# The Mysterious Murasame Castle
The Mysterious Murasame Castle (謎の村雨城?, Nazo no Murasame-jō, Il misterioso castello di Murasame) è un videogioco d'azione sviluppato e pubblicato nel 1986 da Nintendo per Famicom Disk System. Convertito nel 2004 per Game Boy Advance, il gioco è stato distribuito tramite Virtual Console per Wii, Wii U, Nintendo 3DS e Nintendo Switch.

## Trama
Il gioco si svolge durante il periodo Edo, quando il Giappone è governato dal quarto shōgun Tokugawa Itestuna. Il castello di Murasame, situato da qualche parte in Giappone, ospita una gigantesca statua di pietra conosciuta come Murasame. La gente vive pacificamente fino a una notte di tempesta, nella quale un oggetto d'oro scintillante cade nel castello dal cielo.
Un urlo assordante si leva dal castello e il misterioso oggetto scintillante, che si scopre in seguito essere una creatura aliena, dà vita alla statua di pietra Murasame e conquista l'edificio.
La creatura aliena estende il suo potere ai quattro castelli confinanti, donando a ciascuno dei signori daimyō una sfera dal potere malvagio. I signori sono soggiogati dal potere dell'alieno, e usano le sfere in modo da evocare armate di ninja e mostri per attaccare gli abitanti dei villaggi.
Venendo a conoscenza di questi strani avvenimenti, lo shogunato manda Takamaru, un apprendista samurai, in missione segreta per investigare nel castello.
Nei panni di Takamaru, il giocatore deve infiltrarsi nei quattro castelli per sconfiggere ciascun signore prima di affrontare l'entità aliena.

## Modalità di gioco
Il gioco è in terza persona senza scorrimento, in modo simile a quello del primo gioco della serie The Legend of Zelda. Ma The Mysterious Murasame Castle differisce da Zelda essendo un gioco d'azione dal ritmo veloce con limiti di tempo.
Il gioco ha solo un numero limitato di potenziamenti, costringendo il giocatore a contare nelle proprie forze più che su ogni altra cosa.
Tutti i livelli del gioco si svolgono nel Castello di Murasame e nei quattro castelli confinanti, e l'aspetto dei personaggi nemici (che include samurai, ninja e hannya) è preso dalla cultura Giapponese. Ogni livello è diviso in due parti (il percorso verso il castello e il castello in sé) ed è di dimensioni ragguardevoli. Il giocatore deve sconfiggere nemici generici per raggiungere la parte più profonda del castello dove risiede il signore. Il giocatore viene spesso attaccato da nemici multipli da ogni direzione, il che dona al gioco un'alta difficoltà. Nonostante ci sia una demo finale preparata dopo l'ultimo boss, il gioco ricomincia dall'inizio alla conclusione della demo.
Le uniche armi del giocatore sono una katana e degli shuriken; si possono ottenere potenziamenti per gli shuriken che però vengono persi ogni volta che il giocatore perde una vita. La katana può essere usata solo se Takamaru è vicino a un nemico o a un proiettile (palle di fuoco escluse), mentre gli shuriken quando è lontano. La katana, infatti, viene anche usata per respingere i proiettili.
Altri strumenti sono le palle di fuoco (che sono molto più potenti degli shuriken), un esplosivo che danneggia gravemente ogni nemico sullo schermo e un mantello in grado di rendere Takamaru invisibile e invulnerabile dai nemici e dagli oggetti per un breve periodo di tempo. Vite supplementari possono essere ottenute soccorrendo damigelle in pericolo, ma esse sono a volte demoni travestiti che inseguono ostinatamente il giocatore in giro per il castello.

## Storia
Il gioco fu uno dei primi prodotti per il FDS, e il secondo titolo originale dopo The Legend of Zelda. La presentazione venne inizialmente fissata per coincidere con quella dello stesso FDS, ma contrattempi nello sviluppo ne causarono l'uscita ritardata, contribuendo alla sua mancanza di popolarità. Anche The Legend of Zelda, Metroid e Castlevania uscirono per il FDS nello stesso anno, ma The Mysterious Murasame Castle fallì nell'acquisire lo stesso successo commerciale.
Uno show televisivo con lo stesso nome venne prodotto dalla Fuji Television nel 1986 con un intreccio basato intorno a quel gioco. Il gioco venne messo in commercio nuovamente per il Game Boy Advance il 10 agosto 2004, come parte della serie Famicom Mini e, circa in contemporanea con Captain Rainbow, sulla Virtual Console del Wii. Il 30 ottobre 2023, infine, viene aggiunto alla collezione NES per Nintendo Switch.

## Uscite correlate
- In Super Smash Bros. Brawl per Wii si può ascoltare una musica del gioco non alterata nello scenario Mario Bros. ed è anche presente un artwork ufficiale di Takamaru usato come uno dei numerosi adesivi.
- In Samurai Warriors 3 è presente una modalità chiamata "Castello di Murasame", dove il giocatore incontra Takamaru, e che si rivela un vero e proprio seguito del gioco originale.
- In Captain Rainbow per Wii Takamaru appare come personaggio.